# Новый Урал (Челябинская область)
Но́вый Ура́л — посёлок в Варненском районе Челябинской области России. Административный центр Новоуральского сельского поселения.

## География
Посёлок находится на расстоянии 16 км к северо-западу от села Варна, административного центра района.

## Население
| 2002 | 2010 |
| ---- | ---- |
| 869  | ↘767 |

### Половой состав
По данным Всероссийской переписи, в 2010 году численность населения посёлка составляла 767 человек (317 мужчин и 450 женщин).

## Улицы
| - ул. Заозёрная, - ул. Зелёная, - ул. Лесная, | - ул. Молодёжная, - пер. Строителей, - ул. Уральская, | - ул. Центральная, - пер. Школьный, - ул. Шоссейная. |